# Old Man of Hoy
Le Old Man of Hoy est un stack de 137 mètres de hauteur sur la côte ouest de l'île Hoy dans les Orcades, en Écosse.

## Géographie
C'est un empilement de grès rouge, perché sur un socle de basalte situé à proximité de la baie de Rackwick Bay, il est visible à partir du ferry faisant le parcours Thuso-Stromness. À proximité se trouve le "Stane Dwarfie", une tombe mégalithique.

## Histoire
Le Old Man of Hoy s'est probablement détaché de l'île il y a moins de 400 ans, et continue actuellement à s'éroder. Sur des cartes établies entre 1600 et 1750 la côte apparaît comme un promontoire sans stack. William Daniell, un peintre paysagiste, a crayonné le site en 1817 montrant un empilement plus large avec une partie supérieure plus petite et une arche à la base. Une copie de ce dessin est exposée dans les musées locaux . Au début du XIXe siècle, une tempête a emporté l'une des arches.

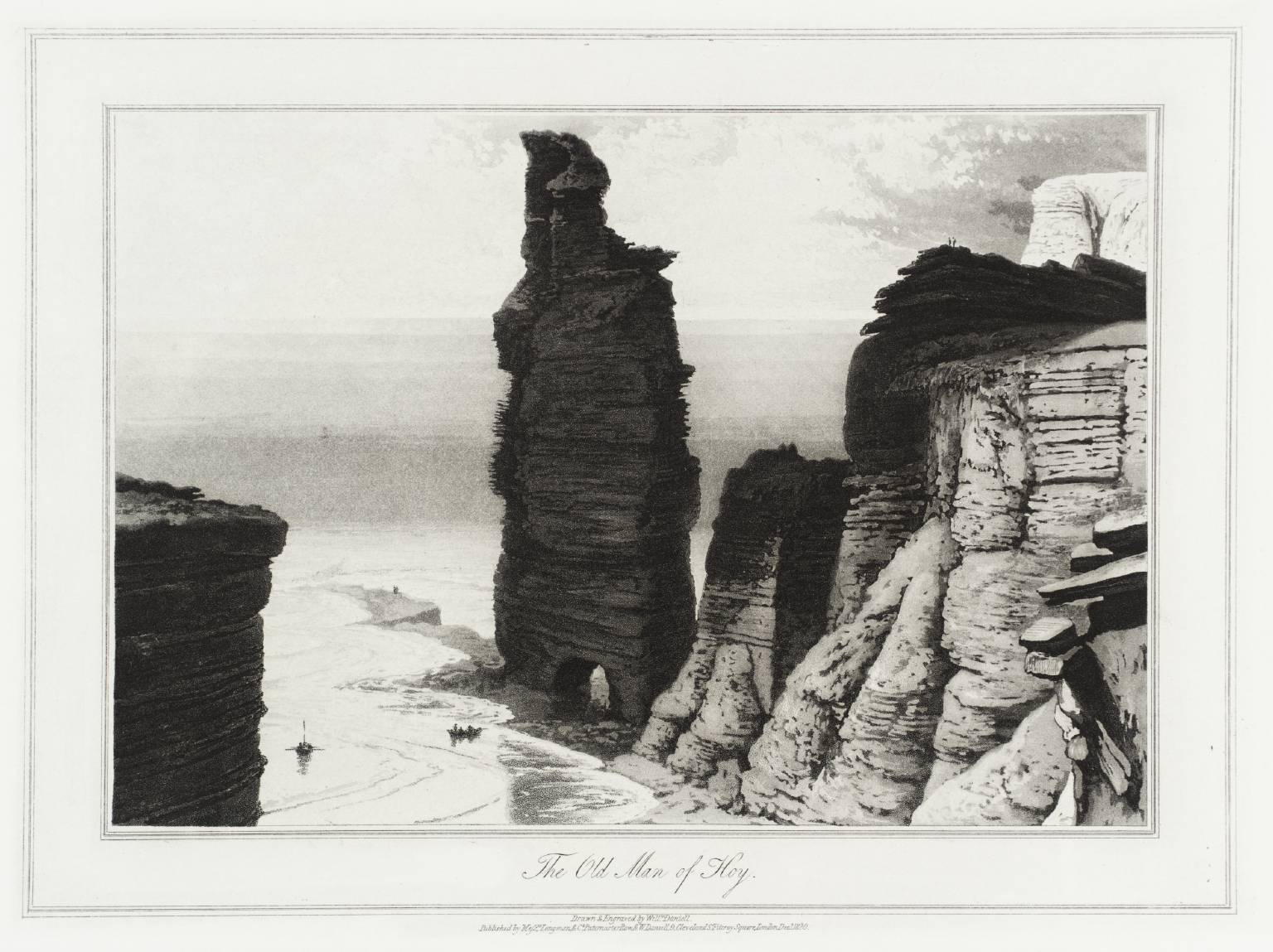
Peinture de Daniell Oldman (1769‑1837) représentant le Old Man of Hoy autour de 1817.

## Ascension
En 1966, Tom Patey, Rusty Baillie et Chris Bonington réalisent la première ascension.
Le 8 et 9 juillet 1967, un programme sur la BBC, The Great Climb, montre l'ascension du stack par 3 équipes de grimpeurs. Chris Bonington et Tom Patey font une répétition de leur ascension. Deux nouvelles voies sont escaladées, une par Joe Brown et Ian McNaught-Davis (en), une autre par Pete Crew et Dougal Haston. Le programme a été suivi par 15 millions de personnes.
Le film Climbling Blind (réalisé par Alastair Lee en 2019) met en lumière la première ascension du grimpeur aveugle Jesse Dufton du Old Man of Hoy.
Dans son livre Avec les Fées, Sylvain Tesson fait la description de son ascension en compagnie de Daniel Du Lac.